# Michael Bigg
Michael Bigg, né le 22 décembre 1939 à Londres et mort le 18 octobre 1990 à Duncan, est un biologiste marin canadien spécialiste des cétacés et plus particulièrement des orques.
Il est principalement connu pour avoir codéveloppé une technique de reconnaissance des orques basée sur les nageoires dorsales. Cette technique a révolutionné la cétologie en permettant d'avoir des analyses des trajets et des relations sociales des animaux en liberté. Il a également mené le premier recensement de la population d'orques.